# Обсерваторний провулок (Одеса)
Прову́лок Обсервато́рний — одна із вулиць Одеси, розташована в історичному центрі. Провулок бере свій початок від вулиці Чорноморської і закінчується перетином із бульваром Гетьмана Сагайдачного.
Обсерваторний провулок виник на місці так званого урочища Ланжерона, або Телеграфної балки, яка тягнулася від вулиці Нової до приморських урвищ у районі мису Ланжерон. Останню назву провулок дістав від сигнального телеграфу, який містився на території сучасного парку Шевченка. Згодом, у 1871 році, на місці телеграфу заснували обсерваторію, що й дало назву провулку. Згодом, після закладення парку, довжина провулка скоротилася, і була обмежена двома кварталами між вулицями Чорноморською, Купальним провулком і Лідерсовським бульваром. У 1980 році провулок дістав назву вулиця Тон Дик Тханга, на честь першого й останнього президента Північного В'єтнаму. Але у 1993 році вулиці повернули її первинну назву.

## Галерея

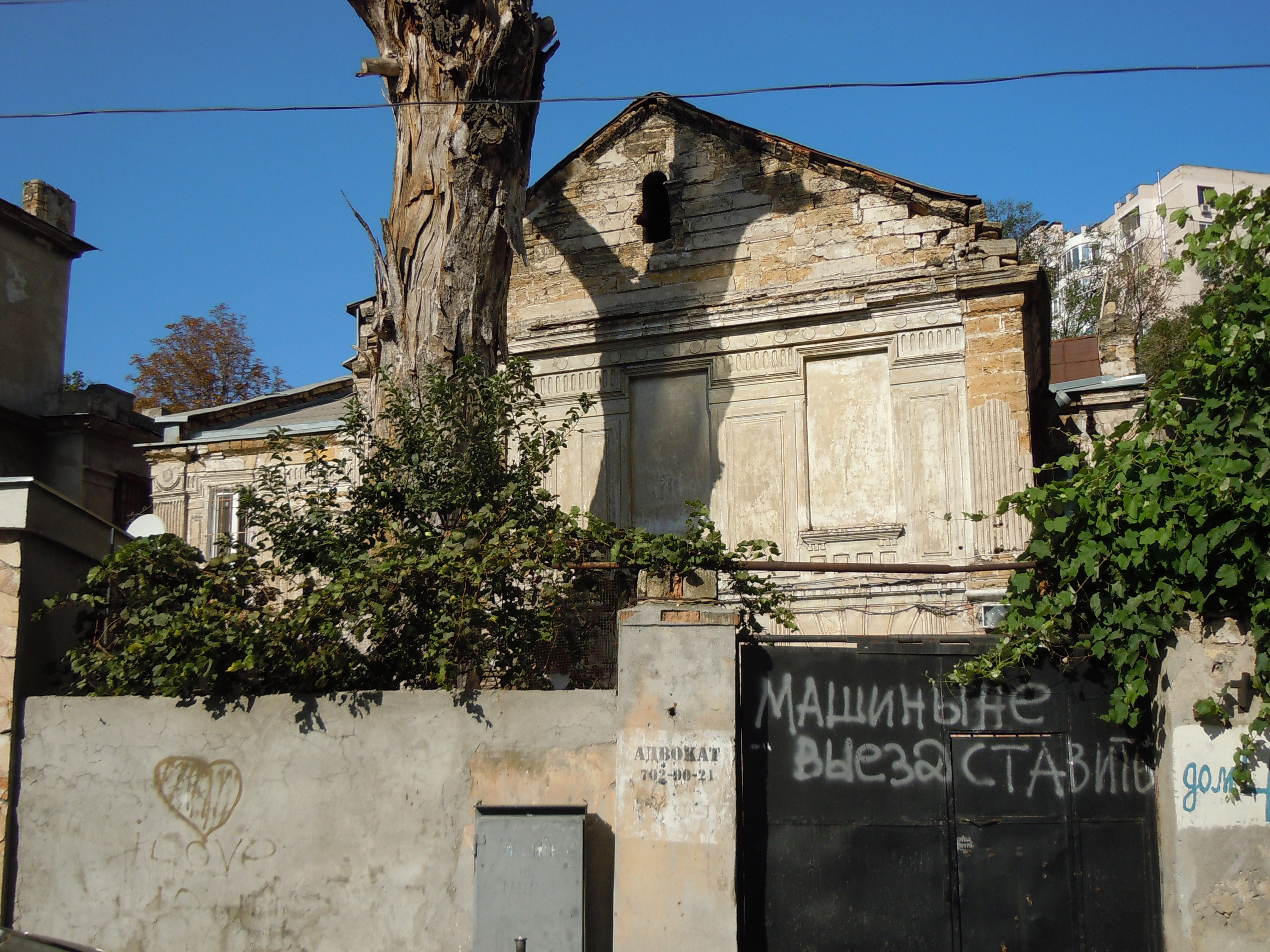
Особняк на перетині із вул. Рутківського
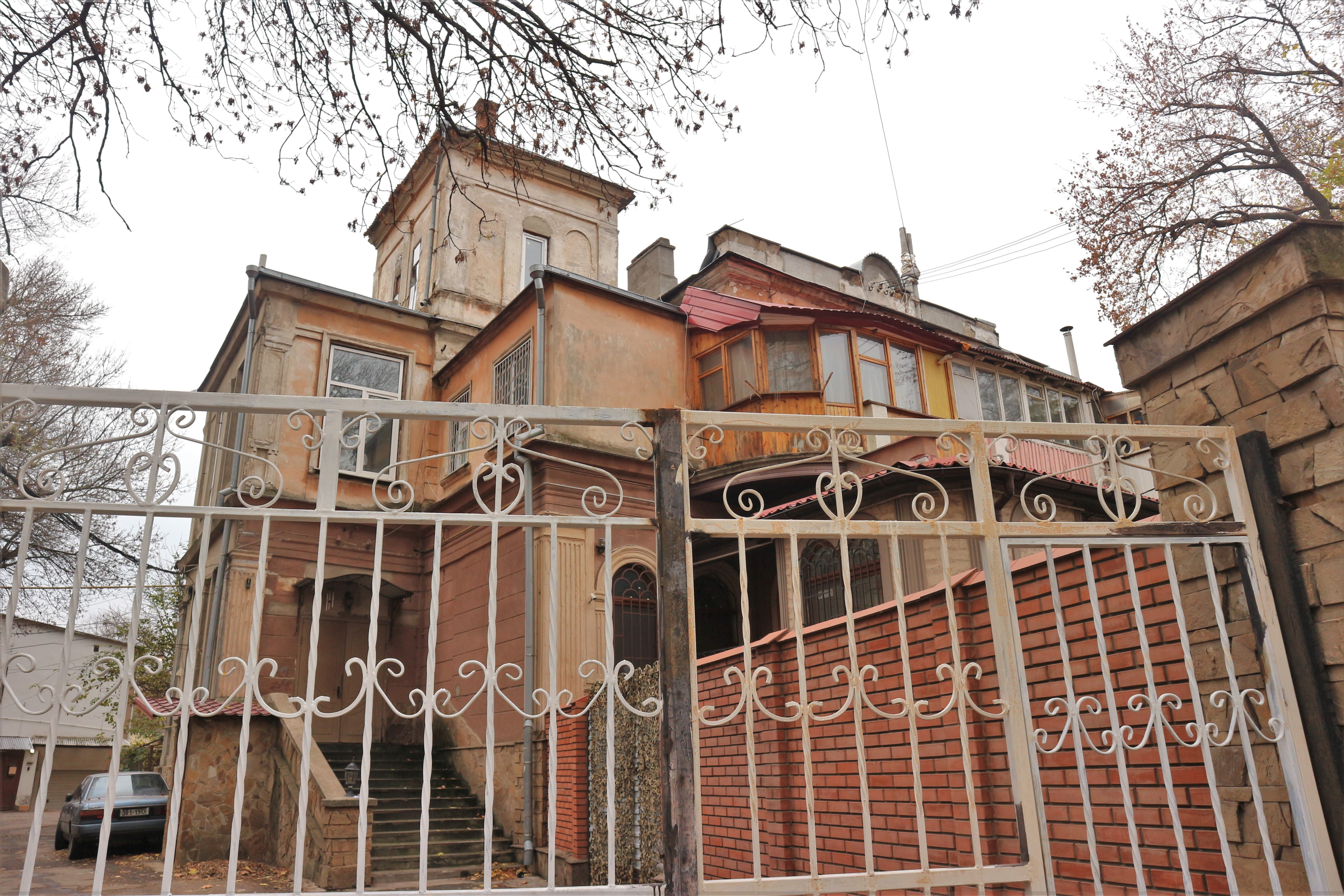
Обсерваторний пров. 1
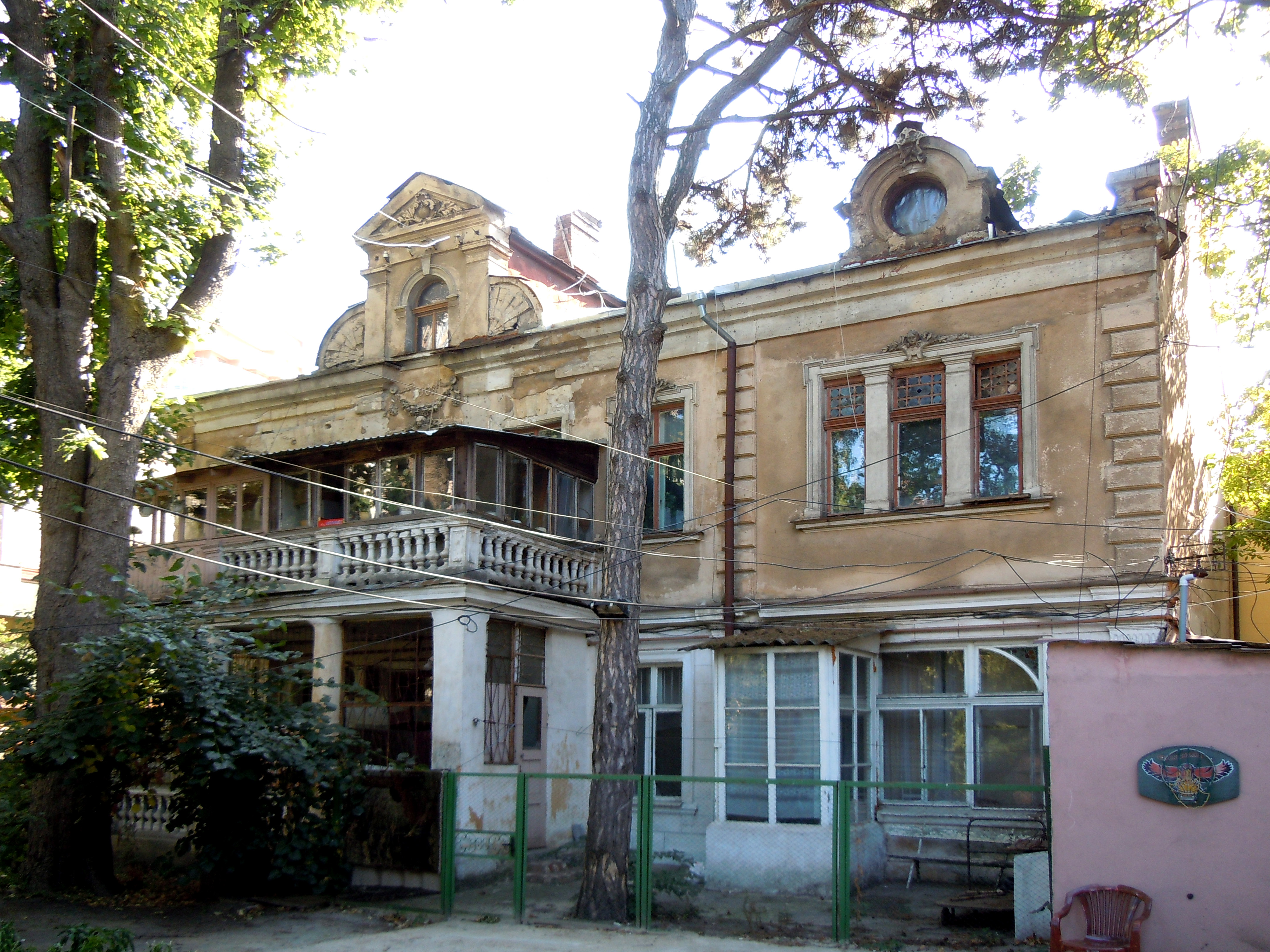
Обсерваторний пров. 3
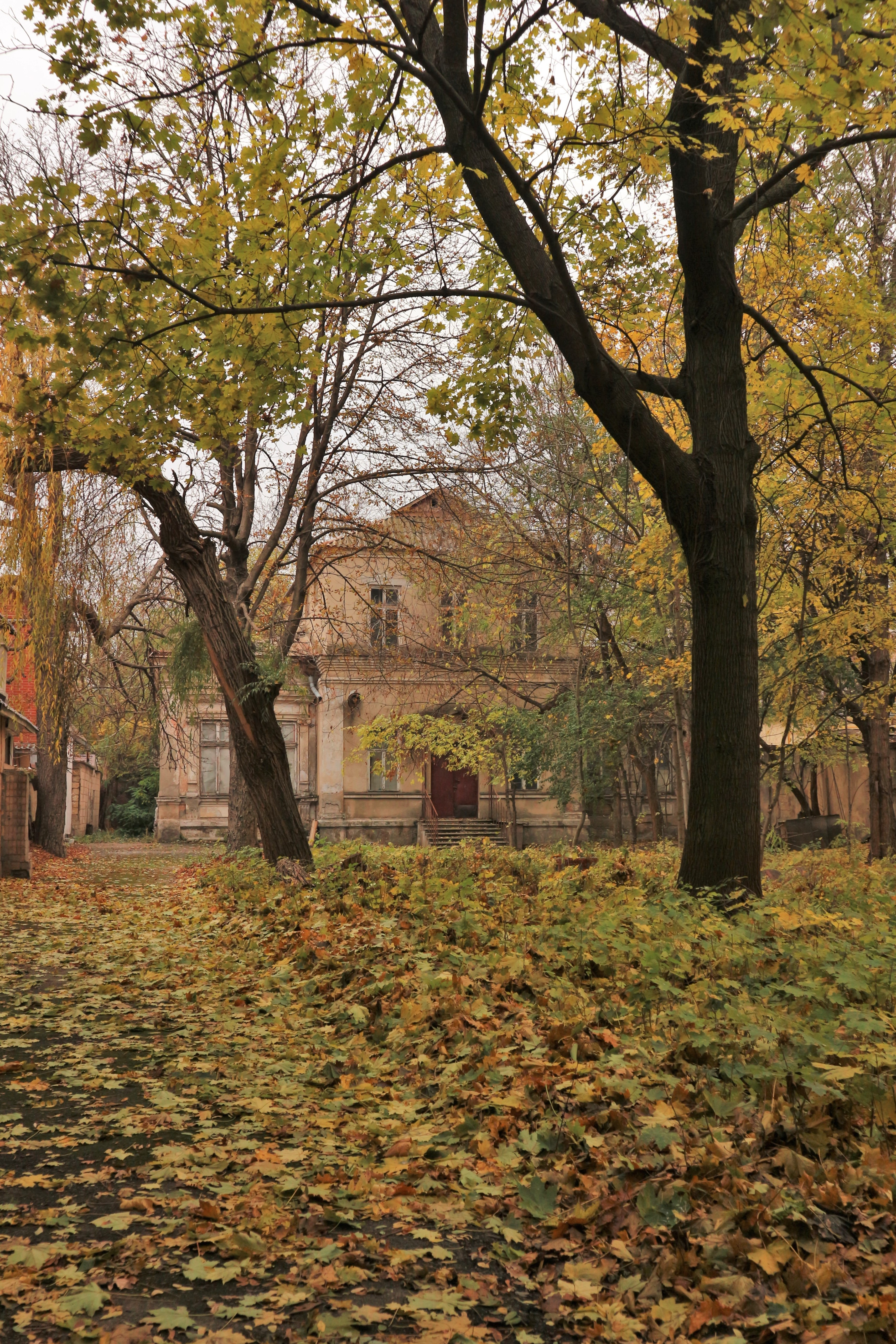
Будинок житловий Олів'є - Обсерваторний пров. 7
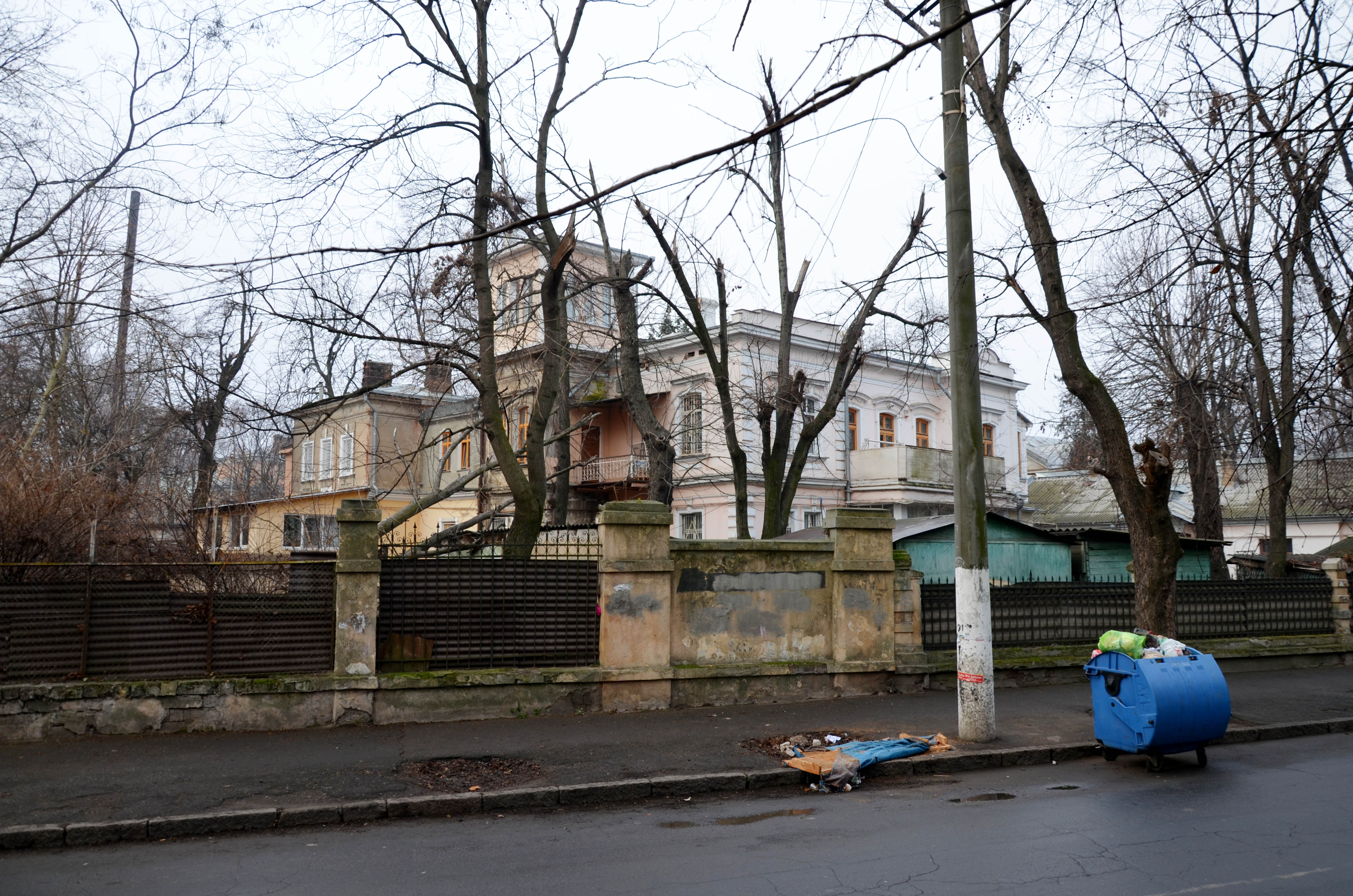
Особняк Реньєрі - Обсерваторний пров. 9
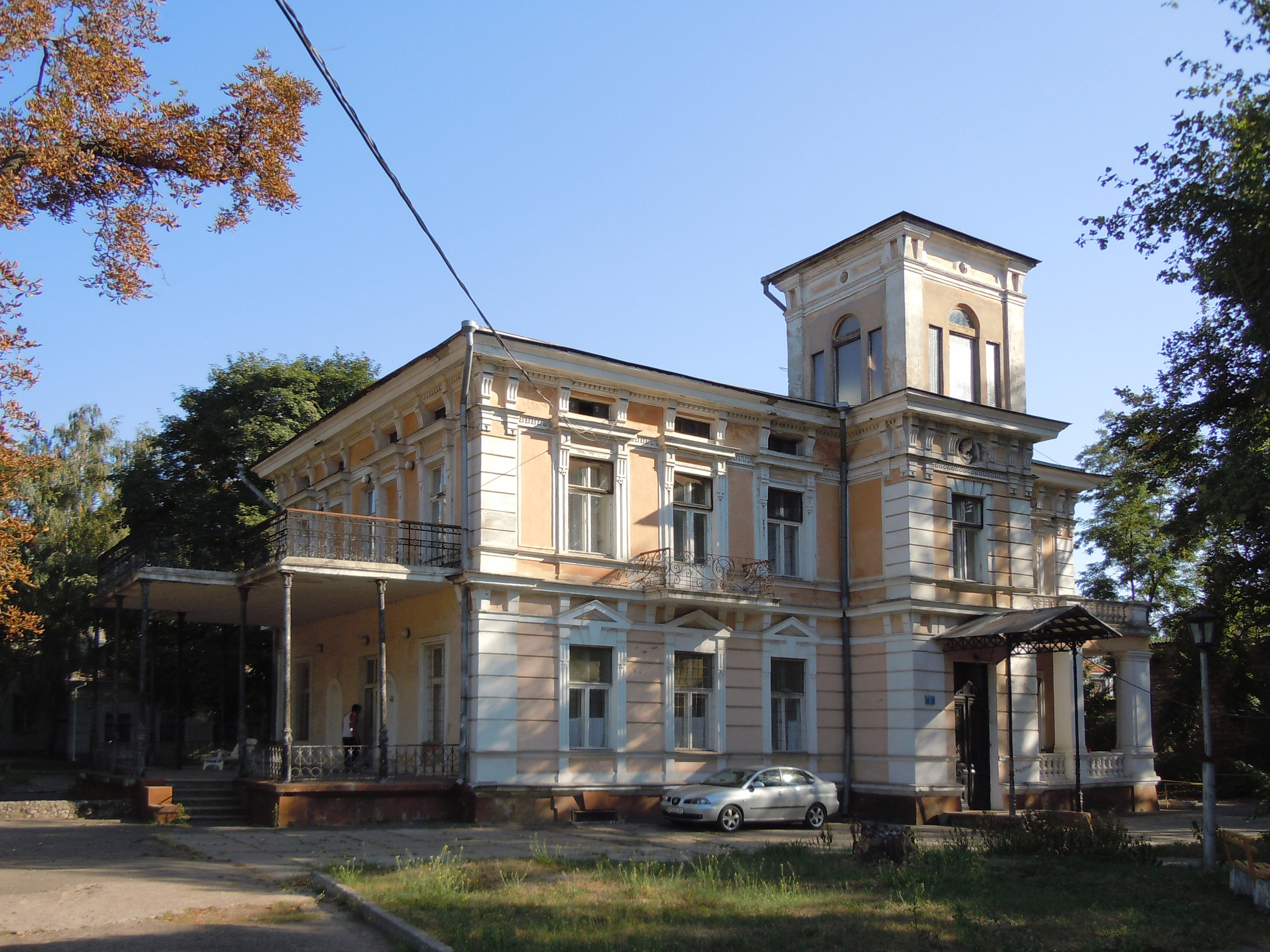
Особняк Андрієвського
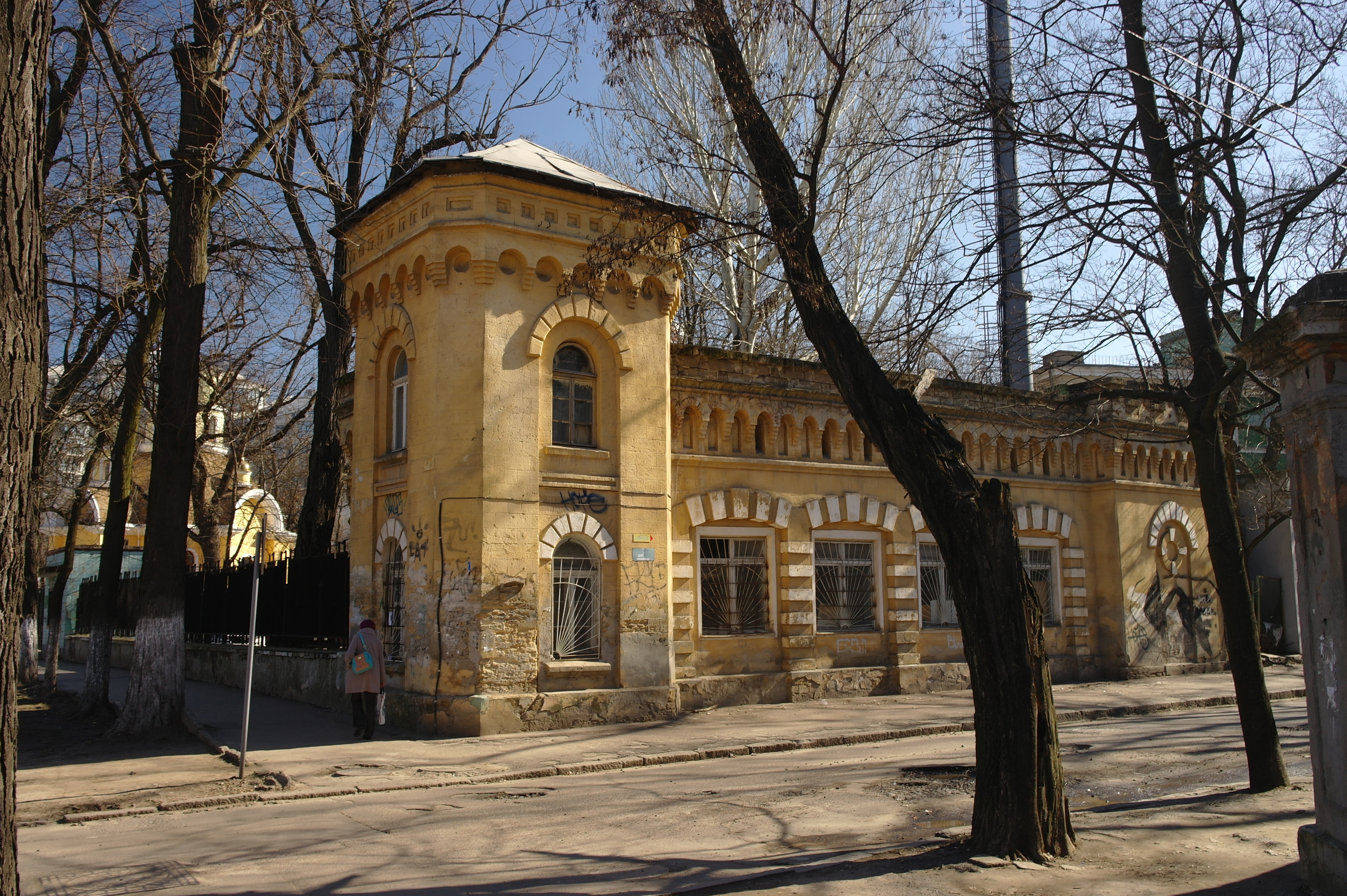
Особняк Масса - на перетині із бульв. Гетьмана Сагайдачного